# Eric Wesström
Eric Albert Wesström, född 2 februari 1899 i Köping, död 22 november 1990 i Oscars församling i Stockholm, var en svensk jägmästare och landshövding i Västernorrlands län 1954–1965.
Wesström avlade examen vid Skogshögskolan 1925 och var skogsförvaltare på Fjällskäfte fideikommiss i Södermanland 1926–1930, direktörsassistent vid N.A. Erikssons AB i Hälleforsnäs 1930–1933 och stiftsjägmästare i Linköping 1933–1953. Han var sedan landshövding i Västernorrlands län 1954–1965. Wesström var statlig förlikningsman i arbetstvister 1940–1944, ordförande i 1950 års sågverksutredning, 1951 års Järvafältsutredning, Försvarsmaktens fastighetsnämnd 1954–1973, Försvarets fredsorganisationsutredning 1967–1971 samt innehade statliga förliknings- och andra uppdrag. Han invaldes som ledamot av Skytteanska samfundet 1957 och av Skogs- och lantbruksakademien 1958.
Eric Wesström var son till grosshandlare Albert Wesström och Anna Carlson, dotterson till riksdagsman Carl Eric Carlsson och bror till överste Waldemar Wesström. Han gifte sig 1930 med Maj Schollin-Borg (1909–1990), dotter till kaptenten Peter Schollin-Borg och Märta Liberg. Makarna Wesström är begravda på Galärvarvskyrkogården i Stockholm.

## Utmärkelser
- Riddare av Vasaorden, 1946.[2]
- Riddare av Nordstjärneorden, 1951.[3]
- Kommendör av första klassen av Nordstjärneorden, 23 november 1956.[4]
- Kommendör med stora korset av Nordstjärneorden, 4 juni 1965.[5]